# Festival di Sanremo 1957
Il settimo Festival di Sanremo si svolse al Salone delle feste del Casinò di Sanremo dal 7 al 9 febbraio 1957 in contemporanea Radio e Tv dalle ore 22.

I presentatori del Festival (Marisa Allasio, Nunzio Filogamo e Fiorella Mari).

Il Festival di quell'anno vide il ritorno alla conduzione di Nunzio Filogamo (già alla guida delle prime quattro edizioni della kermesse, trasmesse alla radio), affiancato da Marisa Allasio, Fiorella Mari e Nicoletta Orsomando.
La direzione musicale fu affidata a Cinico Angelini e Armando Trovajoli.
Ad aggiudicarsi la competizione fu la canzone Corde della mia chitarra, cantata da Claudio Villa e Nunzio Gallo. Quest'ultimo raccontò che l'avversario da lui più temuto era il suo idolo Natalino Otto, e che quando vinse andò a scusarsi con lui. Claudio Villa si aggiudicò anche il secondo posto insieme a Giorgio Consolini con la canzone Usignolo.
Ma la canzone di questa edizione che rimase maggiormente impressa nell'immaginario collettivo fu Casetta in Canadà (presentata da Gino Latilla, Carla Boni ed il Duo Fasano e da Gloria Christian ed il Poker di Voci), a dispetto del quarto posto ottenuto nella classifica finale.
Inizialmente le canzoni in gara erano 20, poi scese a 19 in quanto venne esclusa dalla seconda serata La cosa più bella cantata da Carla Boni e Tonina Torrielli, perché risultata già pubblicata in un jukebox di Milano in una versione incisa da Cristina Jorio.
A causa delle troppe gaffe commesse nelle serate precedenti, Marisa Allasio fu costretta da Nunzio Filogamo a rimanere dietro le quinte durante l'ultima serata per lasciare il posto a Nicoletta Orsomando, e poté apparire solo al momento della proclamazione dei vincitori. Da segnalare inoltre le aspre critiche della stampa che colpirono Claudio Villa, che si rese protagonista di una clamorosa stecca (ribattezzata eurostecca perché trasmessa, come tutta la rassegna, in Eurovisione) nell'esecuzione del brano Cancello tra le rose; il cantante fu inoltre tacciato di superbia, volendo interpretare sempre le canzoni più belle del Festival, provocando anche un'interrogazione da parte dell'onorevole Bruno Spampanato al Ministro delle Poste e delle telecomunicazioni Giovanni Braschi.
Un altro episodio degno di nota fu un calo di voce causato da un'influenza che colpì Tonina Torrielli durante la serata dedicata alle canzoni degli "autori indipendenti" di domenica 10 febbraio, che la portò ad abbandonare il palco. Invitata nuovamente a raggiungere la scena da Nunzio Filogamo, portò a termine l'esecuzione. Il 1957 fu inoltre il primo anno in cui, seppure in un'ottica molto diversa da quella che avrebbe avuto alla fine degli anni '60, accanto alla manifestazione ufficiale venne organizzato un "Controfestival": un pianista e un cantante molto noti, ma di cui i giornali non rivelarono mai i nomi, si riunirono in un albergo nei pressi del Casinò per presentare dieci brani esclusi dal Festival.
Fu anche l'ultima edizione organizzata dalla Rai, che dall'inverno 1956-57 si era impegnata nell'organizzazione di Canzonissima.

## Partecipanti

I partecipanti

| Interprete        | Partecipazione precedente |
| ----------------- | ------------------------- |
| Carla Boni        | 1954                      |
| Claudio Villa     | 1955                      |
| Duo Fasano        | 1954                      |
| Fiorella Bini     | Esordiente                |
| Flo Sandon's      | 1954                      |
| Gianni Ravera     | 1955                      |
| Gino Baldi        | Esordiente                |
| Gino Latilla      | 1954                      |
| Giorgio Consolini | 1954                      |
| Gloria Christian  | Esordiente                |
| Jula de Palma     | 1955                      |
| Luciano Virgili   | Esordiente                |
| Natalino Otto     | 1955                      |
| Nunzio Gallo      | Esordiente                |
| Poker di Voci     | Esordienti                |
| Tina Allori       | Esordiente                |
| Tonina Torrielli  | 1956                      |

## Classifica, canzoni e cantanti
| Posizione | Interprete                                                                | Canzone                           | Autori                                      | Voti ricevuti |
| --------- | ------------------------------------------------------------------------- | --------------------------------- | ------------------------------------------- | ------------- |
| 1º        | Claudio Villa - Nunzio Gallo                                              | Corde della mia chitarra          | G. Fiorelli e M. Ruccione                   | 63            |
| 2º        | Claudio Villa - Giorgio Consolini                                         | Usignolo                          | G. Castellani, L. L. Martelli e C. Concina  | 57            |
| 3º        | Gino Latilla - Tonina Torrielli                                           | Scusami                           | Biri, W. Malgoni e M. Perrone               | 43            |
| 4º        | Carla Boni, Gino Latilla e Duo Fasano - Gloria Christian e Poker di Voci  | Casetta in Canadà                 | M. Panzeri e V. Mascheroni                  | 32            |
| 5º        | Claudio Villa - Giorgio Consolini                                         | Cancello tra le rose              | U. Bertini e M. De Paolis                   | 30            |
| 6º        | Claudio Villa e Gino Latilla - Natalino Otto e Poker di Voci              | Il pericolo numero uno            | E. Bonagura e M. Cozzoli                    | 24            |
| 7º        | Tina Allori - Tonina Torrielli                                            | Intorno a te (È sempre primavera) | D. Bernazza, M. De Angelis, A. Piga e Falco | 16            |
| 8º        | Carla Boni - Nunzio Gallo                                                 | Per una volta ancora              | U. Bertini e G. D'Anzi                      | 12            |
| 9º        | Gino Latilla e Duo Fasano - Natalino Otto e Poker di Voci                 | Un filo di speranza               | G. C. Testoni e S. Seracini                 | 7             |
| 10º       | Carla Boni e Duo Fasano - Gloria Christian, Natalino Otto e Poker di Voci | Le trote blu                      | D. Calcagno e L. Gelmini                    | 4             |
| NF        | Gino Latilla - Luciano Virgili                                            | A poco a poco                     | M. Rivi e C. Innocenzi                      |               |
| NF        | Tina Allori - Flo Sandon's                                                | Ancora ci credo                   | Fecchi e Campanozzi                         |               |
| NF        | Fiorella Bini - Flo Sandon's                                              | Estasi                            | Da Vinci e Lucci                            |               |
| NF        | Gino Baldi - Luciano Virgili                                              | Finalmente                        | G. Bonavolontà e M. Rivi                    |               |
| NF        | Gino Baldi - Jula de Palma                                                | Nel giardino del mio cuore        | G. C. Testoni e G. Kramer                   |               |
| NF        | Gino Latilla - Nunzio Gallo                                               | Non ti ricordi più?               | Da Vinci e Poggiali                         |               |
| NF        | Fiorella Bini e Duo Fasano - Jula de Palma e Poker di Voci                | Raggio nella nebbia               | Franco Salina e M. Pagano                   |               |
| NF        | Gianni Ravera - Natalino Otto                                             | Un certo sorriso                  | M. Ruccione e G. Fiorelli                   |               |
| NF        | Carla Boni - Jula de Palma                                                | Un sogno di cristallo             | A. Testa e P. Calvi                         |               |

## Regolamento

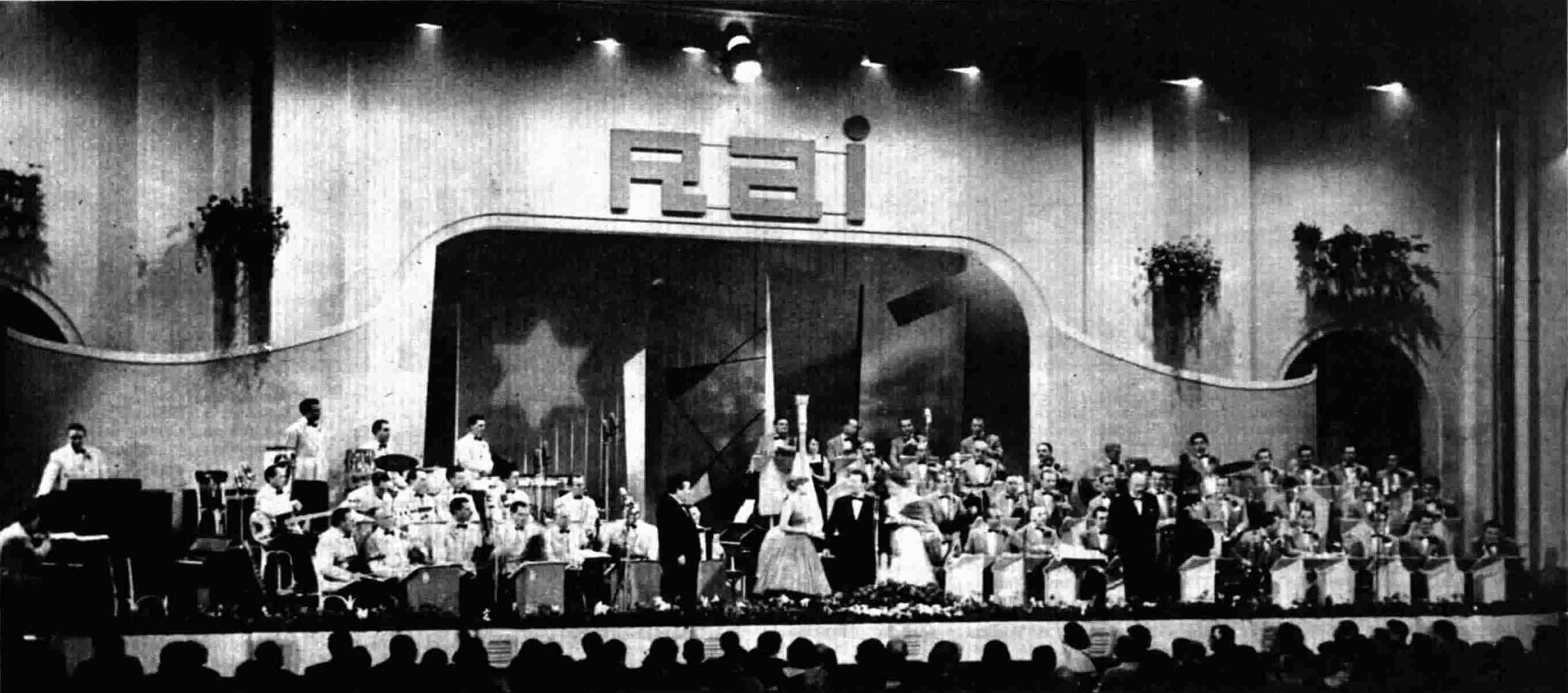
Festival di Sanremo 1957. Al centro del palcoscenico, vi sono i presentatori Marisa Allasio, Nunzio Filogamo e Fiorella Mari. Partecipano l'orchestra Angelini a sinistra e l'orchestra Trovajoli a destra.

Vengono presentate 10 canzoni la prima sera e 9 la seconda. Al termine di ogni serata i giurati votano e decidono quali sono le 5 canzoni che hanno accesso alla finale e quali vengono eliminate. Durante la terza sera ha luogo la finale.
I giurati erano 280, diversi per ogni serata e così suddivisi: 70 sorteggiati fra il pubblico presente in sala, 210 fra gli abbonati RAI, precisamente 15 per ciascuna delle 14 sedi.
Ogni canzone viene proposta nella stessa sera in due interpretazioni diverse con due diversi arrangiamenti.
Alle tre giornate canoniche ne venne aggiunta una quarta, in cui gareggiarono 10 canzoni scritte da compositori indipendenti, cioè non legati a nessuna casa di edizioni musicali.

## Quarta serata (Canzoni degli Autori Indipendenti) 10 febbraio 1957
| Posizione | Interprete                                                   | Canzone                        | Autori                     |
| --------- | ------------------------------------------------------------ | ------------------------------ | -------------------------- |
| 1º        | Claudio Villa - Giorgio Consolini                            | Ondamarina                     | D. Bernazza e Luciano Lops |
| 2º        | Gianni Ravera e Duo Fasano - Luciano Virgili e Poker di Voci | Venezia mia                    | Peragallo                  |
| 3º        | Gino Latilla - Nunzio Gallo                                  | La più bella canzone del mondo | A. Mari e G. Filippini     |
| 4º        | Claudio Villa - Giorgio Consolini                            | Chiesetta solitaria            | A. Bezzi e C. Pintaldi     |
| 5º        | Duo Fasano - Gloria Christian e Poker di Voci                | La cremagliera delle Dolomiti  | Perretta e Fedri           |
| 6º        | Tina Allori - Flo Sandon's                                   | Era l'epoca del cuore          | Segurini e F. Cassano      |
| 7º        | Gino Baldi - Tonina Torrielli                                | Il nostro sì                   | Mainardi e Lodigiani       |
| 8º        | Fiorella Bini - Jula de Palma                                | Sorrisi e lacrime              | De Giusti e F. Cassano     |
| 9º        | Carla Boni - Luciano Virgili                                 | Il mio cielo                   | De Leitenburg e L. Beretta |
| 10º       | Gino Latilla - Natalino Otto                                 | Sono un sognatore              | P. Umiliani                |

## Orchestra
- Orchestra Della canzone, diretta dal maestro Cinico Angelini.
- Orchestra Di Jazz sinfonico, diretta dal maestro Armando Trovajoli.

Ripete i motivi al pianoforte il maestro Alberto Semprini.

## Organizzazione
- Rai
- Casinò di Sanremo